# Records de guerra
Records de guerra (títol original: In Country) és una pel·lícula estatunidenca dirigida per Norman Jewison el 1989. Ha estat doblada al català.

## Argument
Samantha Hughes no ha conegut mai el seu pare, Dwayne, mort al Vietnam uns dies abans el seu naixement. Amb 17 anys, ha acabat els seus estudis secundaris i s'interroga sobre el seu futur. Des que la seva mare, Irene, ha refet la seva vida a Lexington, Sam s'avorreix a la seva ciutat natal de Hopewell, en la qual no la reté més que un episòdic noviet, Lonnie, i l'oncle Emmett, amb el qual comparteix la casa. Aquest és un home estrany, inestable, un veterà del Vietnam que no ha pogut mai trobar el seu lloc a la societat. Viu presoner dels seus records i dels seus secrets. Sam s'interroga sobre aquest passat, del qual ningú no li vol parlar. Registra a les cartes de Dwayne i interroga Emmett sense parar, empenyent-lo a les seves últimes trinxeres.

## Repartiment
- Bruce Willis: Emmett Smith
- Emily Lloyd: Samantha Hughes
- Joan Allen: Irene
- Kevin Anderson: Lonnie
- John Terry: Tom
- Peggy Rea: Mamaw
- Judith Ivey: Anita
- Dan Jenkins: Dwayne
- Stephen Tobolowsky: Pete
- Jim Beaver: Earl
- Richard Hamilton: Grampaw
- Heidi Swedberg: Dawn
- Ken Jenkins: Jim Holly
- Jonathan Hogan: Larry
- Patricia Richardson: Cindy